# Syndromanalyse
Der Begriff Syndromanalyse geht auf den russischen Neuropsychologen Alexander R. Lurija zurück. Sie stellt eine Methode zum Verständnis der Ursachen und Wirkungen neuropsychologischer Syndrome dar.
Die Syndromanalyse wird von Lurija als methodische Grundlage seiner neuropsychologischen Forschungen entwickelt. Sie beginnt mit der systemischen Beschreibung eines umfassenden Symptomkomplexes, um darauf aufbauend, unter Berücksichtigung anatomischer, physiologischer und biographischer Daten, zu einem Verständnis der Funktionalität der Symptome hinsichtlich bestimmter neurobiologischer, psychologischer oder sozio-kultureller Bedingungen zu gelangen, unter denen das Syndrom hervortritt oder auffällig wird.
Der klassischen, defizitären Sichtweise von Syndromen als Ausfall, Fehler oder anderem pathologischen Geschehen stellt Lurija eine neuropsychologische Theorie komplexer funktioneller Systeme gegenüber, in der nicht das Fehlen von Hirnfunktionen als Ursache für das Auftreten eines bestimmten Symptomkomplexes angenommen wird, sondern eine veränderte Form ihres Zusammenspiels etwa als Folge lokaler Hirnverletzungen.
Damit wird es möglich, ein Syndrom nicht bloß als Ausdruck eines Mangels, sondern auch als Ursprung von Überschüssen zu begreifen, wie dies etwa auch der New Yorker Neuropsychologe Oliver Sacks in seinen eindrucksvollen Fallgeschichten zeigt. Die Systemische Syndromanalyse ist eine von André Frank Zimpel entwickelte Sonderform der Syndromanalyse, die durch Perspektivwechsel empirisch begründete pädagogische Ideen entwickelt. Sie kommt insbesondere bei Personen mit Trisomie 21 (Downsyndrom), Personen im Autismusspektrum und anderen Formen der Neurodiversität zur Anwendung.